# Ludowy Komisariat do spraw Narodowości
Ludowy Komisariat do spraw Narodowości (ros. Народный комиссариат по делам национальностей); skróty: NKNac (ros. НКНац) lub Narkomnac (ros. Наркомнац) – jeden z urzędów centralnych w RFSRR, odpowiednik ministerstwa, który w latach 1917-1923 nadzorował sprawy narodowościowe w Rosji Sowieckiej.

## Historia
Komisariat Ludowy ds. Narodowości był jednym z pierwszych komisariatów ludowych, które zostały utworzone natychmiast po przewrocie bolszewickim (rewolucji październikowej), na podstawie dekretu z 8 listopada Rady Komisarzy Ludowych z II Wszechrosyjskiego Zjazdu Rad, rozpoczętego 26 października?/8 listopada 1917.
Ludowym Komisarzem do spraw Narodowości został mianowany Józef Stalin. W latach 1917–1919 jednym z zastępców komisarza był Stanisław Pestkowski. Od lipca 1918 do kwietnia 1920 Wydziałem Informacji w Komisariacie kierował Wacław Miller. Był on też członkiem kolegium Komisariatu i redaktorem jego pisma.
Za główne zadania Narkomnac uznano: 
- Zapewnienie pokojowego współistnienia i braterskiej współpracy wszystkich narodów z RFSRR, a także traktat o przyjaźni republik radzieckich.
- wspieranie materialne i rozwoju duchowego, w odniesieniu do specyfiki życia, kultury i statusu ekonomicznego
- Wdrażanie i realizację krajowej polityki sowieckiej władzy.

3 listopada 1918 Komisariat przyjął „Deklarację praw narodów Rosji” (zatwierdzoną dekretem Rady Komisarzy Ludowych). Deklaracja została podpisana przez Lenina (Uljanowa) i Stalina (Dżugaszwiliego) W stworzeniu dokumentu uczestniczył również Nikołaj Bucharin. Deklaracja określała następujące zasady polityki władzy sowieckiej: 
- Równość i suwerenność narodów Rosji.
- Prawo narodów Rosji do swobodnego samookreślenia, w tym prawa do własnego państwa.
- Zniesienie wszystkich krajowych lub religijnych przywilejów i ograniczeń.
- Wolny rozwój mniejszości narodowych i grup etnicznych mieszkających w Rosji.

## Nadzwyczajne Komisariaty stworzone przez Narkomnac
- Polkom – Komisariat do Spraw Polskich, utworzony 28 listopada 1917 (przewodniczący Julian Leszczyński-Leński)
- Litkom – Komisariat do Spraw Litewskich, utworzony w grudniu 1917 (przew. Vincas Mickevičius-Kapsukas)
- Komisariat ormiański, utworzony w styczniu 1918
- Muskom – komisariat muzułmański, pod przewodnictwem Mullanura Wachitowa
- Biełnackom – komisariat białoruski, ustanowiony 31 stycznia 1918[1]
- Jewkom – komisariat żydowski
- Komisariat do Spraw Niemców Powołża, zatwierdzony 18 maja 1918[2]

W okresie od marca do grudnia 1918 powołano także komisariaty łotewski, estoński, czuwaski, kirgiski, ukraiński, czechosłowacki, udmurcki, górali Kaukazu, komi, kałmucki, maryjski, niemiecki i oddział do spraw Słowian południowych. Na początku 1919 powołano jeszcze komisariat mordowski i oddział do spraw muzułmanów Kaukazu Południowego.

## Siedziba
Początkowo mieścił się w Piotrogradzie, następnie w Moskwie w domu mieszkalnym z 1912 w Trubnikowskim zaułku 19 (Тру́бниковский переу́лок) a później w budynku z 1905 przy bulwarze Gogolewskim 29 (Гоголевский бульвар).